# Bourget-en-Huile
Bourget-en-Huile es una comuna francesa situada en el departamento de Saboya, en la región de Auvernia-Ródano-Alpes.

## Demografía
| 85 | 91 | 96 | 99 | 81 | 125 | 143 |
| Para los censos de 1962 a 1999 la población legal corresponde a la población sin duplicidades (Fuente: INSEE [Consultar]) |    |    |    |    |     |     |